# Бородиновское сельское поселение
Бороди́новское се́льское поселе́ние — муниципальное образование в Варненском районе Челябинской области Российской Федерации. В рамках административно-территориального устройства муниципальное образование  соответствует административно-территориальной единице Бородиновский сельсовет.
Административный центр — село Бородиновка.

## История
Статус и границы сельского поселения установлены Законом Челябинской области от 9 июля 2004 года № 240-ЗО «О статусе и границах Варненского муниципального района и сельских поселений в его составе».

## Население
| 2002  | 2010  | 2011  | 2012  | 2013  | 2014  | 2015  |
| ----- | ----- | ----- | ----- | ----- | ----- | ----- |
| 1628  | ↘1555 | ↘1552 | ↘1522 | ↘1492 | ↘1476 | ↘1465 |
| 2016  | 2017  | 2018  | 2019  | 2020  | 2021  |       |
| ↘1459 | ↘1444 | ↘1443 | ↘1425 | ↘1418 | ↗1474 |       |

## Состав сельского поселения
| № | Населённый пункт | Тип населённого пункта       | Население |
| - | ---------------- | ---------------------------- | --------- |
| 1 | Бородиновка      | село, административный центр | ↗1474     |